# Mevinfos
Mevinfos, de triviale naam voor 2-methoxycarbonyl-1-methylvinyldimethylfosfaat, is een organische verbinding met als brutoformule C7H13O6P. De stof komt voor als kleurloze of lichtgele vloeistof, die mengbaar is met water. De naam is een afkorting van methylvinyldimethylfosfaat. Van de stof bestaat een cis- en trans-isomeer.
Mevinfos wordt gebruikt als acaricide en insecticide. Handelsnamen van de stof zijn Apavinfos, Duraphos, Fosdrin, Gesfid en Phosdrin.

## Toxicologie en veiligheid
De stof ontleedt bij verhitting, met vorming van giftige en corrosieve dampen, waaronder fosforzuur en fosforoxiden. Ze reageert hevig met sterk oxiderende stoffen, waardoor kans op brand en ontploffing ontstaat. Mevinfos tast ijzer, roestvrij staal, geel koper, sommige kunststoffen en rubber aan.
De stof kan effecten hebben op het zenuwstelsel, met als gevolg stuiptrekkingen en ademhalingsfalen. Er kan remming van cholinesterase optreden en bij blootstelling ver boven de blootstellingsgrenzen (0,093 mg/m³) kan de dood intreden.